# Evangelische Johanneskirche (Hüttenheim in Bayern)

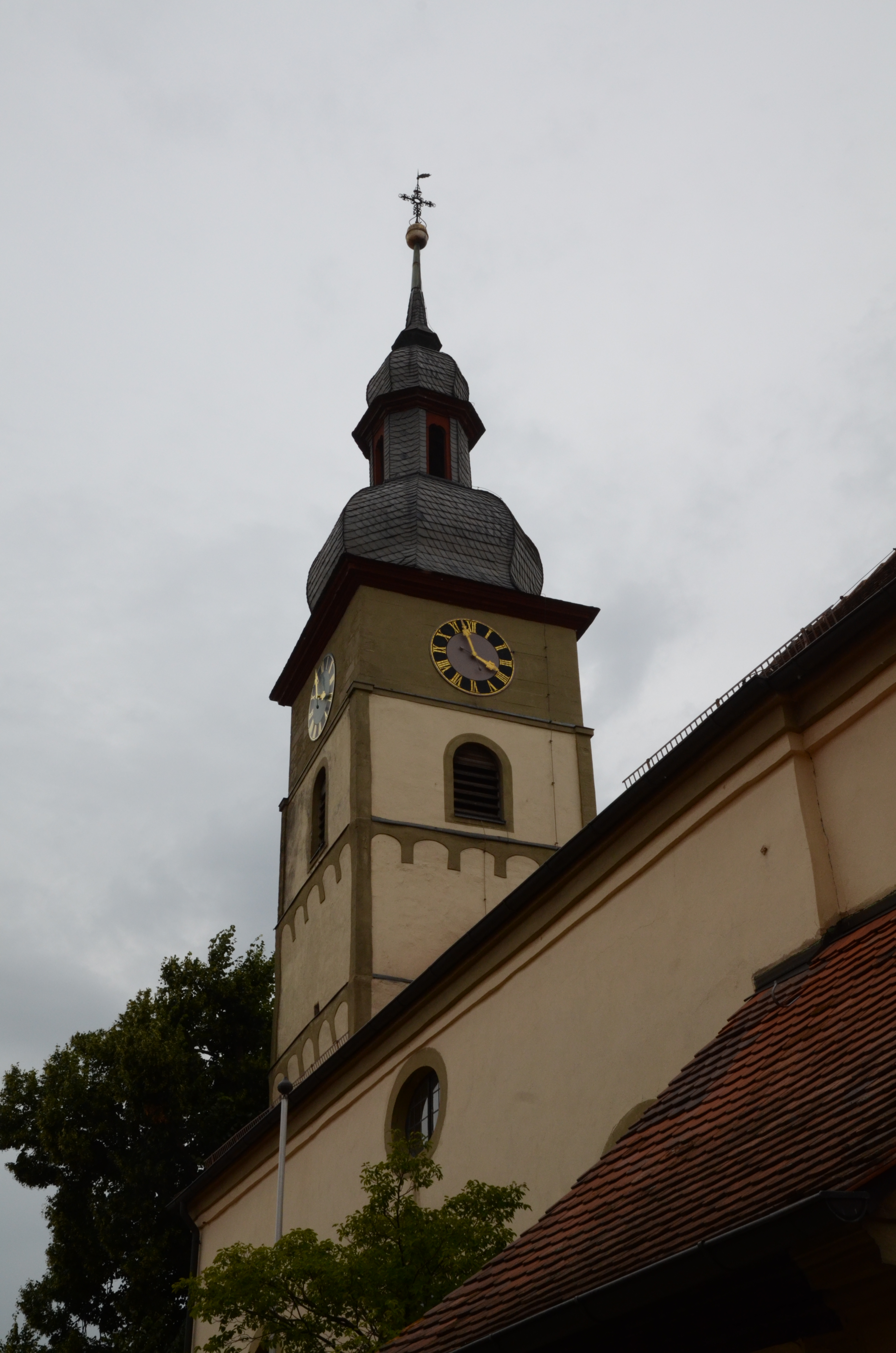
Die Kirche in Hüttenheim

Die Evangelisch-lutherische Johanneskirche ist das ältere der beiden Gotteshäuser im unterfränkischen Hüttenheim in Bayern. Die Kirche steht inmitten einer Kirchenburg und ist heute Teil des Dekanats Markt Einersheim.

## Geschichte
Die Geschichte der lutherischen Johanneskirche in Hüttenheim hängt eng mit der des Dorfes zusammen. Erstmals erwähnt wurde der Ort im Jahr 918 in einer Urkunde des Klosters Münsterschwarzach, die auch später entscheidenden Einfluss auf die kirchliche Entwicklung hatte. Wahrscheinlich ließen die Mönche eine Taufkirche errichten. Darauf weist das Patrozinium des heiligen Täufers Johannes hin. Die erste Kirche in Hüttenheim war wohl ein schlichter Holzbau.
Im frühen 13. Jahrhundert entstand ein steinernes Gotteshaus, im Untergeschoss des Turmes befinden sich noch Überreste dieser Bauphase. Im 16. Jahrhundert führten die Herren von Schwarzenberg in Hüttenheim die Reformation ein. Allerdings war das Dorf als Ganerbenort mehreren Herren unterstellt, sodass Hüttenheim nie ganz lutherisch wurde. Die Kirche blieb zunächst katholisch und die Hüttenheimer besuchten lutherische Gottesdienste in Mönchsondheim und Nenzenheim.
Erst der sogenannte Hüttenheimer Rezess sorgte im Jahr 1721 für eine Neuordnung der Seelsorge. Fortan nutzten die beiden Konfessionen die Johanneskirche gemeinsam als Simultankirche. Trotz dieser Einigung gab es weiterhin Probleme, weil beide Gemeinden zur gleichen Zeit die Kirche nutzen wollten. Deshalb begannen die katholischen Einwohner Mitte des 19. Jahrhunderts eine eigene Kirche zu planen. Das Simultaneum wurde 1895 aufgehoben. Die Kirche wird heute als Baudenkmal eingeordnet.

## Architektur
Die Johanneskirche wird vom romanischen Turm dominiert. Er geht im Kern auf das 13. Jahrhundert zurück und wurde mit Schlitzfenstern erbaut. Im Inneren hat er ein Kreuzrippengewölbe. Die Turmobergeschosse wurden im Jahr 1756 aufgesetzt, damals erhielt der Turm auch die prägnante Kuppelhaube mit einer Laterne. Der Chor und das Langhaus wurden in den 1770er Jahren gebaut. Ein Wappen der Herren von Schwarzenberg ist außen am Gebäude angebracht.

## Ausstattung
Die Ausstattung der lutherischen Kirche erlitt durch die Aufhebung des Simultaneums einige Verluste. Die Katholiken stellten den Hochaltar, einen Seitenaltar, den Beichtstuhl und den Taufstein in ihrer neuen Kirche auf. Auch ein Madonnenbild aus der zweiten Hälfte des 15. Jahrhunderts gelangte ins katholische Gotteshaus (siehe auch: St. Johannes der Täufer (Hüttenheim)). In der lutherischen Johanneskirche steht noch ein Zweisäulenaltar im Stil der Neugotik des 19. Jahrhunderts. Das Ölbild schuf im Jahr 1911 der Nürnberger Maler Christian Maximilian Baer; es zeigt Christus im Garten Gethsemane.
Die Steinmeyer-Orgel von 1877 wurde 2020 durch Hey Orgelbau restauriert.